# Sint-Truidense VV in het seizoen 2007/08
Sint-Truiden kwam in het seizoen 2007/08 uit in de Belgische Eerste Klasse, de hoogste afdeling in het Belgisch voetbal. Sint-Truiden eindigde voorlaatste, waardoor het veroordeeld was tot degradatie naar Tweede Klasse.

## Overzicht
Na het vertrek van coach Henk Houwaart werd Valère Billen aangesteld als diens opvolger. Onder zijn leiding kende Sint-Truiden een rampzalige seizoensstart. De Limburgse club verloor zijn eerste zes wedstrijden. Na deze slechte reeks besloot Billen een stap opzij te zetten. Hij werd opgevolgd door Peter Voets, die de medewerking kreeg van Poll Peters. Op speeldag 8 werd het eerste punt binnengehaald, thuis tegen Standard Luik. Bij een nieuwe nederlaag zou Sint-Truiden de slechtste seizoensstart in de Europese voetbalgeschiedenis gekend hebben. Op de tiende speeldag werd er voor het eerst gewonnen. Thuis tegen SV Zulte Waregem werd het 2-1. Op 10 december maakte de club bekend dat de Nederlander Dennis Van Wijk de nieuwe trainer van Sint-Truiden werd. Onder zijn leiding klom STVV even naar de veilige plaats 16 in het klassement, onder meer dankzij vier gelijke spelen op een rij. Het mocht echter niet baten. Op speeldag 32, na een 4-1-nederlaag op het veld van RSC Anderlecht, kon Sint-Truiden de degradatie niet meer vermijden. STVV verliet Eerste Klasse met een 3-2-zege op het veld van KV Mechelen. De club uit Haspengouw eindigde uiteindelijk op de voorlaatste plaats.

## Ploegsamenstelling
| Nr. | Naam                       | Positie      | Nationaliteit         | Geboortedatum     |
| --- | -------------------------- | ------------ | --------------------- | ----------------- |
| 1   | Frank Boeckx               | Doelman      | België                | 27 september 1986 |
| 2   | Adamo Coulibaly            | Aanvaller    | Frankrijk             | 14 augustus 1981  |
| 3   | Pieter Collen              | Verdediger   | België                | 20 juni 1980      |
| 4   | Michiel Govaerts           | Aanvaller    | België                | 27 februari 1988  |
| 5   | Mario Cantaluppi           | Verdediger   | Zwitserland           | 11 april 1974     |
| 6   | Marc Hendricks             | Middenvelder | België                | 2 juli 1974       |
| 7   | Sebastjan Gobec            | Verdediger   | Slovenië              | 6 december 1979   |
| 8   | Nicky Hayen                | Verdediger   | België                | 16 augustus 1980  |
| 9   | Jonathan Wilmet            | Aanvaller    | België                | 7 januari 1986    |
| 10  | Matthias Trenson           | Verdediger   | België                | 3 oktober 1986    |
| 11  | Pieter-Jan Van Oudenhove   | Verdediger   | België                | 20 februari 1987  |
| 12  | Stijn Vreven               | Verdediger   | België                | 18 juli 1973      |
| 13  | Cephas Chimedza            | Middenvelder | Zimbabwe              | 5 december 1984   |
| 14  | Mirsad Bešlija             | Middenvelder | Bosnië en Herzegovina | 6 juli 1971       |
| 15  | Kris Buvens                | Middenvelder | België                | 30 december 1979  |
| 16  | Jeroen Appeltans           | Middenvelder | België                | 27 augustus 1990  |
| 17  | Peter Delorge              | Middenvelder | België                | 19 april 1980     |
| 18  | Jelle Cherlet              | Middenvelder | België                | 25 mei 1988       |
| 19  | Ibrahima Sidibe            | Aanvaller    | Senegal               | 10 oktober 1980   |
| 20  | Sander Debroux             | Middenvelder | België                | 23 september 1982 |
| 21  | Francesco Carratta         | Middenvelder | België                | 17 augustus 1987  |
| 22  | Simon Mignolet             | Doelman      | België                | 6 maart 1988      |
| 23  | Rocky Peeters              | Middenvelder | België                | 18 augustus 1979  |
| 24  | Giel Deferm                | Middenvelder | België                | 30 juni 1988      |
| 25  | Timothy Dreesen            | Verdediger   | België                | 30 januari 1987   |
| 26  | Kevin Van Dessel           | Middenvelder | België                | 9 april 1979      |
| 27  | Ninoslav Milenković        | Verdediger   | Bosnië en Herzegovina | 31 december 1977  |
| 28  | Asanda Sishuba             | Aanvaller    | Zuid-Afrika           | 14 april 1980     |
| 29  | Egon Wisniowski            | Verdediger   | België                | 19 februari 1985  |
| 30  | Ashley Hartog              | Aanvaller    | Zuid-Afrika           | 1 september 1982  |
| 31  | Dieudonné Kalulika         | Aanvaller    | Congo-Kinshasa        | 10 januari 1981   |
| 32  | Christian Masculu Valentin | Aanvaller    | Roemenië              | 3 oktober 1989    |
| 33  | Michal Pospíšil            | Aanvaller    | Tsjechië              | 5 maart 1979      |
| 34  | Peter Van Houdt            | Aanvaller    | België                | 4 november 1976   |

### Trainersstaf
- Valère Billen (hoofdcoach tot september 2007)
- Peter Voets (hoofdcoach van september tot december 2007)
- Dennis van Wijk (hoofdcoach vanaf december 2007)

### Transfers
| - Mirsad Bešlija (Heart of Midlothian FC) - Mario Cantaluppi (FC Luzern) - Francesco Carratta (PSV Eindhoven) - Jelle Cherlet (KMSK Deinze) - Pieter Collen (Feyenoord) - Adamo Coulibaly (AS Poissy) - Timothy Dreesen (Club Brugge) - Sebastjan Gobec (NK Publikum Celje) - Rafael Godoi Pereira (FK Modriča) - Ashley Hartog (Western Province United) - Dieudonné Kalulika (FC Brussels) - Bruno Luca (KRC Genk) - Ninoslav Milenković (Germinal Beerschot) - Michal Pospíšil (Heart of Midlothian FC) - Ibrahima Sidibe (Debreceni VSC) - Matthias Trenson (KVSK United) - Kevin Van Dessel (Roda JC Kerkrade) - Christian Masculu Valentin (CSŞ Nucet) - Stijn Vreven (ADO Den Haag) - Jonathan Wilmet (Willem II) | - Jonas Bogaerts (KVK Tienen) - Hamdi Bouslama (KAS Eupen) - Francesco Carratta (Antwerp FC) - Jelle Cherlet (Excelsior Veldwezelt) - Bart Deelkens (KSK Beveren) - Michiel Goyvaerts (KSK Tongeren) - Dieudonné Kalulika (KSV Roeselare) - Désiré Mbonabucya (KVK Tienen) - Ninoslav Milenković (contract ontbonden) - Landry Mulemo (Standard Luik) - Henri Munyaneza (FCV Dender) - Niels Prud'homme (KFC Mol-Wezel) - Jeroen Simaeys (Club Brugge) - Asanda Sishuba (Excelsior Moeskroen) - Matthias Trenson (Antwerp FC) - Vilmos Vanczák (FC Sion) - Stijn Vreven (KSK Tongeren) |

## Oefenwedstrijden
|                                    |                      |       |                      |  |
| Zaterdag 23 juni 2007, 16:00 uur   | Herk-de-Stad FC      | 0 - 3 | Sint-Truiden         |  |
|                                    |                      |       |                      |  |
|                                    |                      |       |                      |  |
| Zondag 24 juni 2007, 15:00 uur     | Herk Sport Hasselt   | 1 - 5 | Sint-Truiden         |  |
|                                    |                      |       |                      |  |
|                                    |                      |       |                      |  |
| Zaterdag 30 juni 2007, 19:00 uur   | Sint-Truiden         | 2 - 2 | Anorthosis Famagusta |  |
|                                    |                      |       |                      |  |
|                                    |                      |       |                      |  |
| Woensdag 4 juli 2007, 19:00 uur    | Sint-Truiden         | 5 - 2 | KVC Westerlo         |  |
|                                    |                      |       |                      |  |
|                                    |                      |       |                      |  |
| Vrijdag 6 juli 2007, 19:00 uur     | RC Lens              | 0 - 0 | Sint-Truiden         |  |
|                                    |                      |       |                      |  |
|                                    |                      |       |                      |  |
| Zaterdag 14 juli 2007, 18:00 uur   | KMSK Deinze          | 3 - 0 | Sint-Truiden         |  |
|                                    |                      |       |                      |  |
|                                    |                      |       |                      |  |
| Woensdag 18 juli 2007, 19:30 uur   | Germinal Beerschot   | 0 - 0 | Sint-Truiden         |  |
|                                    |                      |       |                      |  |
|                                    |                      |       |                      |  |
| Zondag 22 juli 2007, 18:00 uur     | KAS Eupen            | 0 - 3 | Sint-Truiden         |  |
|                                    |                      |       |                      |  |
|                                    |                      |       |                      |  |
| Woensdag 25 juli 2007, 19:00 uur   | SK Lierse            | 1 - 1 | Sint-Truiden         |  |
|                                    |                      |       |                      |  |
|                                    |                      |       |                      |  |
| Zondag 29 juli 2007, 18:00 uur     | Sint-Truiden         | 0 - 2 | Real Valladolid      |  |
|                                    |                      |       |                      |  |
|                                    |                      |       |                      |  |
| Vrijdag 11 januari 2008, 19:00 uur | Excelsior Veldwezelt | 1 - 3 | Sint-Truiden         |  |
|                                    |                      |       |                      |  |

## Eerste Klasse

#### Wedstrijden
| | |       | | |
| Zaterdag 4 augustus 2007, 20:00 uur                                                                                            | KSC Lokeren | 2 - 1 | Sint-Truiden | |
| Daknamstadion, Lokeren Toeschouwers: 4.606 Scheidsrechter: Raf Bylois Speeldag 1 Eerste Klasse 2007-08                         | Ivan Vukomanović 28' Patiyo Tambwe 31' João Carlos Pinto Chaves (pen.) 73'                                                             |       | 23' Rocky Peeters 64' Adamo Coulibaly | Opstelling Sint-Truiden: Frank Boeckx, Nicky Hayen, Matthias Trenson, Stijn Vreven, Egon Wisniowski, Cephas Chimedza, Peter Delorge, Marc Hendrikx, Rocky Peeters, Kevin Van Dessel, Asanda Sishuba Wissels Sint-Truiden: 46' Marc Hendrikx Adamo Coulibaly 61' Cephas Chimedza Timothy Dreesen 77' Dieudonné Kalulika Stijn Vreven           |
| | |       | | |
| Zaterdag 11 augustus 2007, 20:00 uur                                                                                           | Sint-Truiden | 0 - 2 | Excelsior Moeskroen | |
| Staaien, Sint-Truiden Toeschouwers: 6.000 Scheidsrechter: Frederik Geldhof Speeldag 2 Eerste Klasse 2007-08                    | Stijn Vreven 34' Rocky Peeters 79' |       | 22' Steve Dugardein 60' Bertin Tomou 65' Mustapha Oussalah | Opstelling Sint-Truiden: Frank Boeckx, Nicky Hayen, Ninoslav Milenković, Matthias Trenson, Stijn Vreven, Peter Delorge, Rocky Peeters, Kevin Van Dessel, Adamo Coulibaly, Dieudonné Kalulika, Asanda Sishuba Wissels Sint-Truiden: 69' Dieudonné Kalulika Ashley Hartog 89' Rocky Peeters Timothy Dreesen                                     |
| | |       | | |
| Vrijdag 17 augustus 2007, 20:30 uur                                                                                            | Club Brugge | 3 - 2 | Sint-Truiden | |
| Jan Breydelstadion, Brugge Toeschouwers: 25.204 Scheidsrechter: Joeri Van de Velde Speeldag 3 Eerste Klasse 2007-08            | Antolín Alcaraz 7' Karel Geraerts 46' Dušan Đokić 53' Philippe Clement 56' Ivan Leko (pen.) 70' François Sterchele 74'                 |       | 19' Cephas Chimedza 24' Nicky Hayen 28' Matthias Trenson 32' Adamo Coulibaly 44' Marc Hendrikx 50' Adamo Coulibaly                                                         | Opstelling Sint-Truiden: Frank Boeckx, Nicky Hayen, Ninoslav Milenković, Matthias Trenson, Stijn Vreven, Cephas Chimedza, Peter Delorge, Marc Hendrikx, Rocky Peeters, Adamo Coulibaly, Asanda Sishuba Wissels Sint-Truiden: 54' Marc Hendrikx Timothy Dreesen 60' Adamo Coulibaly Ashley Hartog 78' Asanda Sishuba Dieudonné Kalulika        |
| | |       | | |
| Zondag 26 augustus 2007, 18:00 uur                                                                                             | Sint-Truiden | 1 - 3 | Sporting Charleroi | |
| Staaien, Sint-Truiden Toeschouwers: 5.500 Scheidsrechter: Johan Verbist Speeldag 4 Eerste Klasse 2007-08                       | Asanda Sishuba 8' Stijn Vreven 79' Timothy Dreesen 87'                                                                                 |       | 8' Laurent Ciman 28' Cristian Leiva 33' Mahamoudou Keré 39' Joseph Akpala 48' Orlando Dos Santos Costa 48' Joseph Akpala 79' Michaël N'dri 83' Joseph Akpala               | Opstelling Sint-Truiden: Frank Boeckx, Nicky Hayen, Ninoslav Milenković, Matthias Trenson, Stijn Vreven, Cephas Chimedza, Peter Delorge, Marc Hendrikx, Rocky Peeters, Adamo Coulibaly, Asanda Sishuba Wissels Sint-Truiden: 60' Timothy Dreesen Mirsad Bešlija 60' Matthias Trenson Rocky Peeters 79' Peter Delorge Egon Wisniowski          |
| | |       | | |
| Zaterdag 1 september 2007, 20:00 uur                                                                                           | FCV Dender | 1 - 0 | Sint-Truiden | |
| Florent Beeckmanstadion, Denderleeuw Toeschouwers: 2.926 Scheidsrechter: Jérôme Efong Nzolo Speeldag 5 Eerste Klasse 2007-08   | Grégoire Neels 69' David Destorme 88'                                                                                                  |       | 1' Cephas Chimedza | Opstelling Sint-Truiden: Frank Boeckx, Nicky Hayen, Ninoslav Milenković, Matthias Trenson, Stijn Vreven, Cephas Chimedza, Peter Delorge, Marc Hendrikx, Rocky Peeters, Adamo Coulibaly, Asanda Sishuba Wissels Sint-Truiden: 58' Marc Hendrikx Egon Wisniowski 61' Asanda Sishuba Dieudonné Kalulika 80' Ninoslav Milenković Kevin Van Dessel |
| | |       | | |
| Zondag 16 september 2007, 20:30 uur                                                                                            | Sint-Truiden | 1 - 2 | KRC Genk | |
| Staaien, Sint-Truiden Toeschouwers: 11.337 Scheidsrechter: Frank De Bleeckere Speeldag 6 Eerste Klasse 2007-08                 | Ashley Hartog 7' Stijn Vreven 33' Peter Delorge 61' Asanda Sishuba 79' Rocky Peeters 81' Peter Delorge 83'                             |       | 14' Wouter Vrancken 25' Elyaniv Barda 88' Alex da Silva | Opstelling Sint-Truiden: Frank Boeckx, Nicky Hayen, Ninoslav Milenković, Stijn Vreven, Egon Wisniowski, Cephas Chimedza, Peter Delorge, Marc Hendrikx, Rocky Peeters, Ashley Hartog, Asanda Sishuba Wissels Sint-Truiden: 66' Marc Hendrikx Mirsad Bešlija 70' Egon Wisniowski Timothy Dreesen 80' Ninoslav Milenković Giel Deferm            |
| | |       | | |
| Zaterdag 22 september 2007, 20:00 uur                                                                                          | FC Brussels | 2 - 0 | Sint-Truiden | |
| Edmond Machtensstadion, Sint-Jans-Molenbeek Toeschouwers: 4.500 Scheidsrechter: Johan Verbist Speeldag 7 Eerste Klasse 2007-08 | Julien Gorius 20' Christ Bruno 39' Flavien Le Postollec 59' Pavel Fořt 76' Julien Gorius 88' Christ Bruno 89'                          |       | 2' Matthias Trenson 36' Timothy Dreesen 78' Kris Buvens | Opstelling Sint-Truiden: Frank Boeckx, Timothy Dreesen, Nicky Hayen, Matthias Trenson, Stijn Vreven, Egon Wisniowski, Kris Buvens, Cephas Chimedza, Marc Hendrikx, Ashley Hartog, Asanda Sishuba Wissels Sint-Truiden: 65' Ashley Hartog Adamo Coulibaly 73' Cephas Chimedza Kevin Van Dessel 80' Marc Hendrikx Mirsad Bešlija                |
| | |       | | |
| Zaterdag 29 september 2007, 20:00 uur                                                                                          | Sint-Truiden | 0 - 0 | Standard Luik | |
| Staaien, Sint-Truiden Toeschouwers: 11.337 Scheidsrechter: Paul Allaerts Speeldag 8 Eerste Klasse 2007-08                      | |       | 89' Maboula Ali Lukunku | Opstelling Sint-Truiden: Frank Boeckx, Timothy Dreesen, Nicky Hayen, Pieter-Jan Van Oudenhove, Egon Wisniowski, Kris Buvens, Cephas Chimedza, Peter Delorge, Marc Hendrikx, Ashley Hartog, Asanda Sishuba Wissels Sint-Truiden: 65' Kris Buvens Sander Debroux 71' Ashley Hartog Adamo Coulibaly 87' Timothy Dreesen Francesco Carratta       |
| | |       | | |
| Zaterdag 6 oktober 2007, 20:00 uur                                                                                             | Cercle Brugge | 5 - 1 | Sint-Truiden | |
| Jan Breydelstadion, Brugge Toeschouwers: 7.941 Scheidsrechter: Tim Pots Speeldag 9 Eerste Klasse 2007-08                       | Honour Gombami 15' Denis Viane 18' Stijn De Smet 30' Serhij Serebrennikov (pen.) 67' Stijn De Smet 69' Serhij Serebrennikov (pen.) 72' |       | 14' Adamo Coulibaly 43' Asanda Sishuba 67' Egon Wisniowski | Opstelling Sint-Truiden: Frank Boeckx, Timothy Dreesen, Nicky Hayen, Pieter-Jan Van Oudenhove, Egon Wisniowski, Kris Buvens, Cephas Chimedza, Peter Delorge, Marc Hendrikx, Adamo Coulibaly, Asanda Sishuba Wissels Sint-Truiden: 46' Timothy Dreesen Kevin Van Dessel 61' Kris Buvens Dieudonné Kalulika 82' Cephas Chimedza Rocky Peeters   |
| | |       | | |
| Zaterdag 20 oktober 2007, 20:00 uur                                                                                            | Sint-Truiden | 2 - 1 | SV Zulte Waregem | |
| Staaien, Sint-Truiden Toeschouwers: 5.500 Scheidsrechter: Jean-Baptist Bultynck Speeldag 10 Eerste Klasse 2007-08              | Peter Delorge 28' Ninoslav Milenković 38' Marc Hendrikx 80'                                                                            |       | 2' Tim Matthys 3' Tim Matthys 67' Karel D'Haene | Opstelling Sint-Truiden: Simon Mignolet, Nicky Hayen, Ninoslav Milenković, Cephas Chimedza, Sander Debroux, Peter Delorge, Marc Hendrikx, Rocky Peeters, Kevin Van Dessel, Adamo Coulibaly, Peter Van Houdt Wissels Sint-Truiden: 76' Rocky Peeters Kris Buvens 89' Peter Van Houdt Dieudonné Kalulika 82' Cephas Chimedza Rocky Peeters      |
| | |       | | |
| Zaterdag 27 oktober 2007, 20:00 uur                                                                                            | KSV Roeselare | 2 - 0 | Sint-Truiden | |
| Schiervelde, Roeselare Toeschouwers: 5.137 Scheidsrechter: Karim Saadouni Speeldag 11 Eerste Klasse 2007-08                    | Paul Kpaka 17' Izzet Akgül 76' Izzet Akgül 90'                                                                                         |       | 56' Peter Delorge 63' Cephas Chimedza 70' Nicky Hayen 78' Asanda Sishuba                                                                                                   | Opstelling Sint-Truiden: Simon Mignolet, Nicky Hayen, Ninoslav Milenković, Kris Buvens, Cephas Chimedza, Peter Delorge, Marc Hendrikx, Rocky Peeters, Kevin Van Dessel, Adamo Coulibaly, Peter Van Houdt Wissels Sint-Truiden: 52' Peter Van Houdt Asanda Sishuba 73' Kris Buvens Dieudonné Kalulika 83' Marc Hendrikx Mirsad Bešlija         |
| | |       | | |
| Zaterdag 3 november 2007, 20:00 uur                                                                                            | Sint-Truiden | 2 - 1 | AA Gent | |
| Staaien, Sint-Truiden Toeschouwers: 6.000 Scheidsrechter: Claude Bourdouxhe Speeldag 12 Eerste Klasse 2007-08                  | Cephas Chimedza (pen.) 65' Cephas Chimedza (pen.) 89'                                                                                  |       | 22' Massimo Moia 63' Dominic Foley 65' Mehmedalija Čović 84' Bernd Thijs                                                                                                   | Opstelling Sint-Truiden: Simon Mignolet, Nicky Hayen, Ninoslav Milenković, Stijn Vreven, Kris Buvens, Cephas Chimedza, Peter Delorge, Rocky Peeters, Kevin Van Dessel, Adamo Coulibaly, Asanda Sishuba Wissels Sint-Truiden: 66' Rocky Peeters Mirsad Bešlija 87' Kevin Van Dessel Giel Deferm 83' Marc Hendrikx Mirsad Bešlija               |
| | |       | | |
| Zaterdag 10 november 2007, 20:00 uur                                                                                           | KVC Westerlo | 2 - 0 | Sint-Truiden | |
| 't Kuipje, Westerlo Toeschouwers: 5.000 Scheidsrechter: Frederik Geldhof Speeldag 13 Eerste Klasse 2007-08                     | Bart Van den Eede 33' Bart Van den Eede 57' Jef Delen 85'                                                                              |       | 84' Giel Deferm | Opstelling Sint-Truiden: Simon Mignolet, Nicky Hayen, Ninoslav Milenković, Stijn Vreven, Mirsad Bešlija, Kris Buvens, Cephas Chimedza, Peter Delorge, Kevin Van Dessel, Adamo Coulibaly, Asanda Sishuba Wissels Sint-Truiden: 65' Mirsad Bešlija Giel Deferm 80' Kris Buvens Michiel Govaerts                                                 |
| | |       | | |
| Zaterdag 1 december 2007, 20:00 uur                                                                                            | Sint-Truiden | 0 - 3 | Germinal Beerschot | |
| Staaien, Sint-Truiden Toeschouwers: 5.500 Scheidsrechter: Peter Vervecken Speeldag 14 Eerste Klasse 2007-08                    | Timothy Dreesen 33' Marc Hendrikx 58'                                                                                                  |       | 29' Tosin Dosunmu 42' Nzelo Lembi 57' Sanharib Malki Sabah 73' Didier Dheedene 74' Sanharib Malki Sabah 89' Hernán Losada                                                  | Opstelling Sint-Truiden: Simon Mignolet, Timothy Dreesen, Nicky Hayen, Stijn Vreven, Kris Buvens, Cephas Chimedza, Peter Delorge, Marc Hendrikx, Rocky Peeters, Adamo Coulibaly, Peter Van Houdt Wissels Sint-Truiden: 68' Rocky Peeters Asanda Sishuba 77' Simon Mignolet Frank Boeckx 84' Kris Buvens Mirsad Bešlija                        |
| | |       | | |
| Zondag 9 december 2007, 20:30 uur                                                                                              | Sint-Truiden | 4 - 3 | RSC Anderlecht | |
| Staaien, Sint-Truiden Toeschouwers: 11.337 Scheidsrechter: Jan Wegereef (Nederland) Speeldag 15 Eerste Klasse 2007-08          | Rocky Peeters 21' Rocky Peeters 25' Peter Van Houdt 38' Cephas Chimedza 60' Asanda Sishuba 85' Adamo Coulibaly 90'                     |       | 29' Ahmed Hassan 32' Jelle Van Damme 44' (pen.) Ahmed Hassan 58' Olivier Deschacht                                                                                         | Opstelling Sint-Truiden: Simon Mignolet, Timothy Dreesen, Nicky Hayen, Mirsad Bešlija, Cephas Chimedza, Sander Debroux, Peter Delorge, Marc Hendrikx, Rocky Peeters, Kevin Van Dessel, Peter Van Houdt Wissels Sint-Truiden: 69' Kevin Van Dessel Asanda Sishuba 75' Mirsad Bešlija Adamo Coulibaly 87' Sander Debroux Kris Buvens            |
| | |       | | |
| Zaterdag 15 december 2007, 20:00 uur                                                                                           | RAEC Bergen | 0 - 0 | Sint-Truiden | |
| Stade Charles Tondreau, Bergen Toeschouwers: 2.750 Scheidsrechter: Peter Vervecken Speeldag 16 Eerste Klasse 2007-08           | François Zoko 60' Alessandro Cordaro 73'                                                                                               |       | 56' Mirsad Bešlija 71' Marc Hendrikx 73' Peter Delorge | Opstelling Sint-Truiden: Simon Mignolet, Timothy Dreesen, Nicky Hayen, Stijn Vreven, Mirsad Bešlija, Sander Debroux, Peter Delorge, Marc Hendrikx, Rocky Peeters, Kevin Van Dessel, Peter Van Houdt Wissels Sint-Truiden: 77' Peter Van Houdt Adamo Coulibaly 86' Kevin Van Dessel Kris Buvens 89' Mirsad Bešlija Asanda Sishuba              |
| | |       | | |
| Zaterdag 22 december 2007, 20:00 uur                                                                                           | Sint-Truiden | 0 - 1 | KV Mechelen | |
| Staaien, Sint-Truiden Toeschouwers: 6.500 Scheidsrechter: Benoni Burie Speeldag 17 Eerste Klasse 2007-08                       | Sander Debroux 41' Asanda Sishuba 60' Rocky Peeters 72'                                                                                |       | 44' Kevin Geudens 59' Jeroen Mellemans | Opstelling Sint-Truiden: Simon Mignolet, Timothy Dreesen, Nicky Hayen, Pieter-Jan Van Oudenhove, Mirsad Bešlija, Kris Buvens, Cephas Chimedza, Sander Debroux, Rocky Peeters, Asanda Sishuba, Peter Van Houdt Wissels Sint-Truiden: 30' Peter Van Houdt Adamo Coulibaly 67' Mirsad Bešlija Michiel Govaerts                                   |
| | |       | | |
| Zaterdag 19 januari 2008, 20:00 uur                                                                                            | Sint-Truiden | 1 - 1 | KSC Lokeren | |
| Staaien, Sint-Truiden Toeschouwers: 6.500 Scheidsrechter: Jérôme Efong Nzolo Speeldag 18 Eerste Klasse 2007-08                 | Adamo Coulibaly 27' Sander Debroux 38' Sander Debroux 67' Pieter Collen 88'                                                            |       | 3' Patiyo Tambwe 60' Frédéric Dupré 86' Killian Overmeire | Opstelling Sint-Truiden: Simon Mignolet, Mario Cantaluppi, Pieter Collen, Sebastjan Gobec, Nicky Hayen, Cephas Chimedza, Sander Debroux, Peter Delorge, Rocky Peeters, Kevin Van Dessel, Adamo Coulibaly Wissels Sint-Truiden: 46' Cephas Chimedza Peter Van Houdt 76' Kevin Van Dessel Kris Buvens 87' Asanda Sishuba Adamo Coulibaly        |
| | |       | | |
| Zaterdag 26 januari 2008, 20:00 uur                                                                                            | Excelsior Moeskroen | 0 - 0 | Sint-Truiden | |
| Le Canonnier, Moeskroen Toeschouwers: 4.160 Scheidsrechter: Claude Bourdouxhe Speeldag 19 Eerste Klasse 2007-08                | |       | 48' Mario Cantaluppi | Opstelling Sint-Truiden: Simon Mignolet, Mario Cantaluppi, Pieter Collen, Sebastjan Gobec, Nicky Hayen, Sander Debroux, Peter Delorge, Rocky Peeters, Kevin Van Dessel, Michal Pospíšil, Ibrahima Sidibe Wissels Sint-Truiden: 68' Ibrahima Sidibe Marc Hendrikx 82' Michal Pospíšil Peter Van Houdt 89' Kevin Van Dessel Timothy Dreesen     |
| | |       | | |
| Zondag 3 februari 2008, 13:00 uur                                                                                              | Sint-Truiden | 1 - 1 | Club Brugge | |
| Staaien, Sint-Truiden Toeschouwers: 11.337 Scheidsrechter: Peter Vervecken Speeldag 20 Eerste Klasse 2007-08                   | Peter Delorge 41' Mario Cantaluppi 79'                                                                                                 |       | 34' Jonathan Blondel 60' Joos Valgaeren 62' Dušan Đokić 67' Jonathan Blondel 88' Michael Klukowski                                                                         | Opstelling Sint-Truiden: Simon Mignolet, Mario Cantaluppi, Pieter Collen, Nicky Hayen, Cephas Chimedza, Sander Debroux, Peter Delorge, Marc Hendrikx, Rocky Peeters, Michal Pospíšil, Ibrahima Sidibe Wissels Sint-Truiden: 44' Sander Debroux Kevin Van Dessel 72' Cephas Chimedza Jonathan Wilmet 89' Ibrahima Sidibe Timothy Dreesen       |
| | |       | | |
| Zaterdag 9 februari 2008, 20:00 uur                                                                                            | Sporting Charleroi | 1 - 1 | Sint-Truiden | |
| Stade du Pays de Charleroi, Charleroi Toeschouwers: 7.120 Scheidsrechter: Frederik Geldhof Speeldag 21 Eerste Klasse 2007-08   | Tim Smolders 28' Ibrahima Diallo 37'                                                                                                   |       | 5' Peter Delorge 28' Mario Cantaluppi 55' Sebastjan Gobec | Opstelling Sint-Truiden: Simon Mignolet, Mario Cantaluppi, Pieter Collen, Sebastjan Gobec, Nicky Hayen, Cephas Chimedza, Peter Delorge, Marc Hendrikx, Rocky Peeters, Michal Pospíšil, Ibrahima Sidibe Wissels Sint-Truiden: 64' Rocky Peeters Timothy Dreesen 75' Ibrahima Sidibe Jonathan Wilmet 89' Cephas Chimedza Kevin Van Dessel       |
| | |       | | |
| Zaterdag 16 februari 2008, 20:00 uur                                                                                           | Sint-Truiden | 1 - 2 | FCV Dender | |
| Staaien, Sint-Truiden Toeschouwers: 6.500 Scheidsrechter: Björn Kuipers (Nederland) Speeldag 22 Eerste Klasse 2007-08          | Rocky Peeters 28' Sebastjan Gobec 47' Sebastjan Gobec 50' Michal Pospíšil 81'                                                          |       | 61' Marcin Żewłakow 75' Daan De Pever 77' Wouter Degroote 87' Norman Sylla                                                                                                 | Opstelling Sint-Truiden: Simon Mignolet, Mario Cantaluppi, Pieter Collen, Sebastjan Gobec, Nicky Hayen, Cephas Chimedza, Sander Debroux, Peter Delorge, Rocky Peeters, Michal Pospíšil, Ibrahima Sidibe Wissels Sint-Truiden: 83' Ibrahima Sidibe Jonathan Wilmet 75' Ibrahima Sidibe Jonathan Wilmet 89' Cephas Chimedza Kevin Van Dessel    |
| | |       | | |
| Vrijdag 22 februari 2008, 20:30 uur                                                                                            | KRC Genk | 0 - 1 | Sint-Truiden | |
| Cristal Arena, Genk Toeschouwers: 22.527 Scheidsrechter: Luc Wouters Speeldag 23 Eerste Klasse 2007-08                         | |       | 67' Adamo Coulibaly 68' Adamo Coulibaly 76' Mario Cantaluppi 77' Sebastjan Gobec                                                                                           | Opstelling Sint-Truiden: Simon Mignolet, Mario Cantaluppi, Pieter Collen, Sebastjan Gobec, Nicky Hayen, Cephas Chimedza, Sander Debroux, Peter Delorge, Marc Hendrikx, Michal Pospíšil, Ibrahima Sidibe Wissels Sint-Truiden: 18' Ibrahima Sidibe Adamo Coulibaly 46' Cephas Chimedza Kevin Van Dessel 72' Michal Pospíšil Timothy Dreesen    |
| | |       | | |
| Zaterdag 1 maart 2008, 20:00 uur                                                                                               | Sint-Truiden | 1 - 1 | FC Brussels | |
| Staaien, Sint-Truiden Toeschouwers: 7.000 Scheidsrechter: Jérôme Efong Nzolo Speeldag 24 Eerste Klasse 2007-08                 | Marc Hendrikx 27' Peter Delorge 72' |       | 66' Zola Matumona 73' Olof Guterstam 77' Marko Andić | Opstelling Sint-Truiden: Simon Mignolet, Pieter Collen, Timothy Dreesen, Nicky Hayen, Sander Debroux, Peter Delorge, Marc Hendrikx, Rocky Peeters, Kevin Van Dessel, Adamo Coulibaly, Michal Pospíšil Wissels Sint-Truiden: 65' Rocky Peeters Cephas Chimedza 79' Michal Pospíšil Ibrahima Sidibe 89' Adamo Coulibaly Jonathan Wilmet         |
| | |       | | |
| Vrijdag 7 maart 2008, 20:30 uur                                                                                                | Standard Luik | 2 - 1 | Sint-Truiden | |
| Maurice Dufrasnestadion, Luik Toeschouwers: 23.423 Scheidsrechter: Bas Nijhuis (Nederland) Speeldag 25 Eerste Klasse 2007-08   | Dieumerci Mbokani 31' Igor de Camargo 44' Dieumerci Mbokani 71'                                                                        |       | 42' Rocky Peeters 44' Kris Buvens | Opstelling Sint-Truiden: Simon Mignolet, Mario Cantaluppi, Pieter Collen, Timothy Dreesen, Sebastjan Gobec, Nicky Hayen, Sander Debroux, Peter Delorge, Marc Hendrikx, Rocky Peeters, Michal Pospíšil Wissels Sint-Truiden: 21' Marc Hendrikx Kris Buvens 68' Sander Debroux Adamo Coulibaly 82' Peter Delorge Ibrahima Sidibe                |
| | |       | | |
| Zaterdag 15 maart 2008, 20:00 uur                                                                                              | Sint-Truiden | 0 - 0 | Cercle Brugge | |
| Staaien, Sint-Truiden Toeschouwers: 9.000 Scheidsrechter: Paul Allaerts Speeldag 26 Eerste Klasse 2007-08                      | Mario Cantaluppi 5' Ibrahima Sidibe 12' Pieter Collen 42' Michal Pospíšil 72'                                                          |       | 68' Denis Viane | Opstelling Sint-Truiden: Simon Mignolet, Mario Cantaluppi, Pieter Collen, Timothy Dreesen, Sebastjan Gobec, Sander Debroux, Peter Delorge, Rocky Peeters, Jonathan Wilmet, Michal Pospíšil, Ibrahima Sidibe Wissels Sint-Truiden: 59' Jonathan Wilmet Cephas Chimedza 79' Ibrahima Sidibe Adamo Coulibaly 84' Michal Pospíšil Kris Buvens     |
| | |       | | |
| Zaterdag 22 maart 2008, 20:00 uur                                                                                              | SV Zulte Waregem | 3 - 2 | Sint-Truiden | |
| Regenboogstadion, Waregem Toeschouwers: 6.800 Scheidsrechter: Christof Virant Speeldag 27 Eerste Klasse 2007-08                | Bart Van Zundert 40' Ludwin Van Nieuwenhuyze 58' Stijn Meert 69' Tim Matthys 72' Mbaye Leye 85'                                        |       | 39' Peter Delorge 50' Rocky Peeters 59' Mario Cantaluppi 64' Sander Debroux 66' Sebastjan Gobec                                                                            | Opstelling Sint-Truiden: Simon Mignolet, Mario Cantaluppi, Pieter Collen, Timothy Dreesen, Sebastjan Gobec, Cephas Chimedza, Sander Debroux, Peter Delorge, Rocky Peeters, Michal Pospíšil, Ibrahima Sidibe Wissels Sint-Truiden: 70' Sander Debroux Kris Buvens 72' Michal Pospíšil Peter Van Houdt                                          |
| | |       | | |
| Zaterdag 29 maart 2008, 20:00 uur                                                                                              | Sint-Truiden | 0 - 1 | KSV Roeselare | |
| Staaien, Sint-Truiden Toeschouwers: 8.000 Scheidsrechter: Frederik Geldhof Speeldag 28 Eerste Klasse 2007-08                   | Sebastjan Gobec 33' Rocky Peeters 54' Timothy Dreesen 57' Peter Van Houdt 84' Cephas Chimedza 87'                                      |       | 32' Chemcedine El Araichi 58' Kenny Thompson 78' Kenny Thompson 79' Anthony Van Loo 85' Anthony Van Loo                                                                    | Opstelling Sint-Truiden: Simon Mignolet, Mario Cantaluppi, Timothy Dreesen, Sebastjan Gobec, Nicky Hayen, Kris Buvens, Cephas Chimedza, Peter Delorge, Rocky Peeters, Michal Pospíšil, Peter Van Houdt Wissels Sint-Truiden: 68' Michal Pospíšil Ibrahima Sidibe 68' Rocky Peeters Jonathan Wilmet 68' Kris Buvens Adamo Coulibaly            |
| | |       | | |
| Vrijdag 4 april 2008, 20:30 uur                                                                                                | AA Gent | 2 - 3 | Sint-Truiden | |
| Jules Ottenstadion, Gent Toeschouwers: 9.200 Scheidsrechter: Philippe Flament Speeldag 29 Eerste Klasse 2007-08                | Bernd Thijs (own) 19' Adekanmi Olufade 48' Dario Smoje 55' Adekanmi Olufade (pen.) 61' Khalilou Fadiga 62' Randall Azofeifa 69'        |       | 11' Kris Buvens 13' Cephas Chimedza 34' Sander Debroux 51' Rocky Peeters 59' Simon Mignolet 73' Mario Cantaluppi 88' Rocky Peeters 89' Cephas Chimedza 89' Adamo Coulibaly | Opstelling Sint-Truiden: Simon Mignolet, Mario Cantaluppi, Pieter Collen, Sebastjan Gobec, Nicky Hayen, Kris Buvens, Cephas Chimedza, Sander Debroux, Peter Delorge, Rocky Peeters, Peter Van Houdt Wissels Sint-Truiden: 73' Kris Buvens Michal Pospíšil 83' Peter Van Houdt Adamo Coulibaly                                                 |
| | |       | | |
| Zaterdag 12 april 2008, 20:00 uur                                                                                              | Sint-Truiden | 0 - 2 | KVC Westerlo | |
| Staaien, Sint-Truiden Toeschouwers: 7.000 Scheidsrechter: Peter Vervecken Speeldag 30 Eerste Klasse 2007-08                    | |       | 42' Nico Van Kerckhoven 47' Obiora Odita 84' Dieter Dekelver | Opstelling Sint-Truiden: Simon Mignolet, Mario Cantaluppi, Pieter Collen, Sebastjan Gobec, Nicky Hayen, Kris Buvens, Sander Debroux, Peter Delorge, Rocky Peeters, Adamo Coulibaly, Peter Van Houdt Wissels Sint-Truiden: 62' Pieter Collen Michal Pospíšil 72' Kris Buvens Christian Masculu Valentin 84' Peter Van Houdt Ibrahima Sidibe    |
| | |       | | |
| Zaterdag 19 april 2008, 20:00 uur                                                                                              | Germinal Beerschot | 2 - 1 | Sint-Truiden | |
| Olympisch Stadion, Antwerpen Toeschouwers: 8.500 Scheidsrechter: Johan Verbist Speeldag 31 Eerste Klasse 2007-08               | Sanharib Malki Sabah 12' Kurt Van Dooren 33' Pieter-Jan Monteyne 89'                                                                   |       | 29' (own) Pieter Collen 41' Sebastjan Gobec 73' Adamo Coulibaly 81' Mario Cantaluppi                                                                                       | Opstelling Sint-Truiden: Simon Mignolet, Mario Cantaluppi, Pieter Collen, Sebastjan Gobec, Nicky Hayen, Cephas Chimedza, Sander Debroux, Peter Delorge, Rocky Peeters, Michal Pospíšil, Jonathan Wilmet Wissels Sint-Truiden: 51' Peter Delorge Kevin Van Dessel 64' Pieter Collen Adamo Coulibaly 84' Sebastjan Gobec Ibrahima Sidibe        |
| | |       | | |
| Zaterdag 26 april 2008, 20:00 uur                                                                                              | RSC Anderlecht | 4 - 1 | Sint-Truiden | |
| Constant Vanden Stockstadion, Anderlecht Toeschouwers: 24.319 Scheidsrechter: Tim Pots Speeldag 32 Eerste Klasse 2007-08       | Jan Polák 74' Nicolás Frutos 80' Mbark Boussoufa 82' Nicolás Frutos 84' Nicolás Frutos 86'                                             |       | 7' Adamo Coulibaly 32' Rocky Peeters 60' Rocky Peeters | Opstelling Sint-Truiden: Simon Mignolet, Pieter Collen, Nicky Hayen, Cephas Chimedza, Sander Debroux, Giel Deferm, Peter Delorge, Rocky Peeters, Kevin Van Dessel, Adamo Coulibaly, Michal Pospíšil Wissels Sint-Truiden: 65' Michal Pospíšil Egon Wisniowski                                                                                 |
| | |       | | |
| Zaterdag 3 mei 2008, 20:00 uur                                                                                                 | Sint-Truiden | 1 - 1 | RAEC Bergen | |
| Staaien, Sint-Truiden Toeschouwers: 6.500 Scheidsrechter: Karim Saadouni Speeldag 33 Eerste Klasse 2007-08                     | Mario Cantaluppi 55' Mario Cantaluppi (pen.) 72'                                                                                       |       | 25' Mohamed Dahmane 40' Antti Okkonen 55' Roberto Mirri 80' Antti Okkonen                                                                                                  | Opstelling Sint-Truiden: Simon Mignolet, Mario Cantaluppi, Pieter Collen, Nicky Hayen, Sander Debroux, Giel Deferm, Peter Delorge, Kevin Van Dessel, Adamo Coulibaly, Michal Pospíšil, Jonathan Wilmet Wissels Sint-Truiden: 46' Pieter Collen Egon Wisniowski 78' Kevin Van Dessel Mirsad Bešlija 89' Jonathan Wilmet Ibrahima Sidibe        |
| | |       | | |
| Zaterdag 10 mei 2008, 20:00 uur                                                                                                | KV Mechelen | 2 - 3 | Sint-Truiden | |
| Achter de Kazerne, Mechelen Toeschouwers: 11.500 Scheidsrechter: Benoni Burie Speeldag 34 Eerste Klasse 2007-08                | Anis Boussaïdi 52' Aloys Nong 58' Björn Vleminckx 77'                                                                                  |       | 6' Jonathan Wilmet 16' Sander Debroux 17' Michal Pospíšil 36' Giel Deferm 40' Michal Pospíšil 57' Cephas Chimedza 63' Rocky Peeters 73' Sander Debroux                     | Opstelling Sint-Truiden: Simon Mignolet, Mario Cantaluppi, Nicky Hayen, Cephas Chimedza, Sander Debroux, Giel Deferm, Peter Delorge, Rocky Peeters, Kevin Van Dessel, Michal Pospíšil, Jonathan Wilmet Wissels Sint-Truiden: 89' Kevin Van Dessel Egon Wisniowski 89' Michal Pospíšil Adamo Coulibaly 89' Jonathan Wilmet Pieter Collen       |

#### Resultaten per speeldag
| Speeldag  | 1  | 2  | 3  | 4  | 5  | 6  | 7  | 8  | 9  | 10 | 11 | 12 | 13 | 14 | 15 | 16 | 17 | 18 | 19 | 20 | 21 | 22 | 23 | 24 | 25 | 26 | 27 | 28 | 29 | 30 | 31 | 32 | 33 | 34 |
| --------- | -- | -- | -- | -- | -- | -- | -- | -- | -- | -- | -- | -- | -- | -- | -- | -- | -- | -- | -- | -- | -- | -- | -- | -- | -- | -- | -- | -- | -- | -- | -- | -- | -- | -- |
| Resultaat | v  | v  | v  | v  | v  | v  | v  | g  | v  | w  | v  | w  | v  | v  | w  | g  | v  | g  | g  | g  | g  | v  | w  | g  | v  | g  | v  | v  | w  | v  | v  | v  | g  | w  |
| Punten    | 0  | 0  | 0  | 0  | 0  | 0  | 0  | 1  | 1  | 4  | 4  | 7  | 7  | 7  | 10 | 11 | 11 | 12 | 13 | 14 | 15 | 15 | 18 | 19 | 19 | 20 | 20 | 20 | 23 | 23 | 23 | 23 | 24 | 27 |
| Positie   | 13 | 16 | 17 | 17 | 18 | 18 | 18 | 18 | 18 | 17 | 18 | 16 | 17 | 18 | 17 | 16 | 16 | 16 | 16 | 16 | 17 | 17 | 17 | 17 | 17 | 17 | 17 | 17 | 17 | 17 | 17 | 17 | 17 | 17 |

#### Eindstand
| Pl. | Club                | Gesp. | W  | G  | V  | GV | GT | Ptn. | Kwalificatie of degradatie        |
| --- | ------------------- | ----- | -- | -- | -- | -- | -- | ---- | --------------------------------- |
| 1   | Standard Luik       | 34    | 22 | 11 | 1  | 61 | 19 | 77   | Derde voorronde Champions League  |
| 2   | RSC Anderlecht      | 34    | 21 | 7  | 6  | 59 | 31 | 70   | Tweede voorronde Champions League |
| 3   | Club Brugge         | 34    | 20 | 7  | 7  | 45 | 30 | 67   | Eerste ronde UEFA Cup             |
| 4   | Cercle Brugge       | 34    | 17 | 9  | 8  | 62 | 33 | 60   |                                   |
| 5   | Germinal Beerschot  | 34    | 16 | 7  | 11 | 46 | 34 | 55   |                                   |
| 6   | AA Gent             | 34    | 14 | 10 | 10 | 57 | 46 | 52   | Tweede voorronde UEFA Cup         |
| 7   | SV Zulte Waregem    | 34    | 13 | 8  | 13 | 47 | 54 | 47   |                                   |
| 8   | Sporting Charleroi  | 34    | 13 | 7  | 14 | 41 | 45 | 46   |                                   |
| 9   | KVC Westerlo        | 34    | 12 | 9  | 13 | 43 | 47 | 45   |                                   |
| 10  | KRC Genk            | 34    | 12 | 9  | 13 | 54 | 55 | 45   |                                   |
| 11  | Excelsior Moeskroen | 34    | 12 | 6  | 16 | 38 | 43 | 42   |                                   |
| 12  | KSC Lokeren         | 34    | 9  | 15 | 10 | 32 | 33 | 42   |                                   |
| 13  | KV Mechelen         | 34    | 10 | 10 | 14 | 45 | 52 | 40   |                                   |
| 14  | KSV Roeselare       | 34    | 9  | 11 | 14 | 36 | 55 | 38   |                                   |
| 15  | FCV Dender          | 34    | 9  | 6  | 19 | 33 | 59 | 33   |                                   |
| 16  | RAEC Bergen         | 34    | 7  | 12 | 15 | 37 | 45 | 33   |                                   |
| 17  | Sint-Truiden        | 34    | 6  | 9  | 19 | 32 | 58 | 27   | Degradatie naar Tweede Klasse     |
| 18  | FC Brussels         | 34    | 4  | 7  | 23 | 27 | 66 | 19   | Degradatie naar Tweede Klasse     |

## Beker van België
| |                                                                                       |       |                                                                  | |
| Zaterdag 24 november 2007, 20:30 uur                                                                              | Sint-Truiden                                                                          | 1 - 2 | Eendracht Aalst                                                  | |
| Staaien, Sint-Truiden Toeschouwers: 2.595 Scheidsrechter: Philippe Vinche 1/16de finales Beker van België 2007-08 | Cephas Chimedza 16' Kris Buvens 44' Rocky Peeters 54' Roel Van den Brande (own) 90+2' |       | 5' Jurgen Landuyt 7' Cedric Boto 90+2' (own) Ninoslav Milenković | Opstelling Sint-Truiden: Simon Mignolet, Nicky Hayen, Stijn Vreven, Mirsad Bešlija, Kris Buvens, Cephas Chimedza, Peter Delorge, Ninoslav Milenković, Rocky Peeters, Asanda Sishuba, Adamo Coulibaly Wissels Sint-Truiden: 70' Rocky Peeters Peter Van Houdt 80' Asanda Sishuba Giel Deferm |